# Sandy Hook

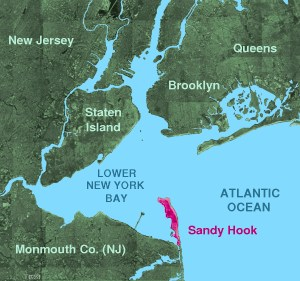
Mapa

Sandy Hook je písečná kosa oddělující záliv Lower New York Bay od Atlantského oceánu, patří k okresu Monmouth County ve státě New Jersey. Protáhlý poloostrov je dlouhý 9,7 km a jeho šířka se pohybuje od 160 do 1600 metrů, celková rozloha činí 8,27 km². U kořene poloostrova se do moře vlévá řeka Shrewsbury River. Vede sem silnice New Jersey Route 36, nachází se zde bývalá pevnost Fort Hancock se zkušebním polygonem, majákem a námořní školou i stanice Pobřežní stráže Spojených států amerických. Sandy Hook patří National Park Service, je navštěvován kvůli kitesurfingu, rybaření, piknikům, nudistické pláži Gunnison Beach a výhledům na aglomeraci New Yorku. Kosu objevil v roce 1610 Henry Hudson, její název pochází z nizozemského Sant Hoek (písčitý výběžek). Hlavní hrdina verneovky Patnáctiletý kapitán Dick Sand dostal jméno podle Sandy Hooku, kde byl nalezen jako odložené dítě.